# Liste der Ableger von King of Mask Singer

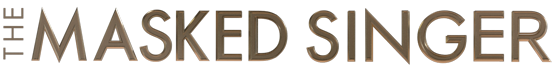
Logo des deutschen Ablegers

King of Mask Singer ist eine südkoreanische Musikfernsehsendung, die sich weltweit zu einem populären Franchise entwickelte. Das Format stammt von dem Fernsehsender Munhwa Broadcasting Corporation (MBC). In der Show treten Berühmtheiten in Kostümen auf und singen dabei. Sie werden demaskiert, wenn sie verlieren.

## Internationale Versionen
| Land                   | Name im Land                                 | Sender             |
| ---------------------- | -------------------------------------------- | ------------------ |
| Argentinien            | Quien es la Mascara Argentina                | Telefe             |
| Australien             | The Masked Singer Australia                  | Network Ten        |
| Belgien                | The Masked Singer                            | VTM                |
| Bulgarien              | The Masked Singer (Маскираният певец)        | Nova Television    |
| Volksrepublik China    | King of Mask Singer (蒙面歌王)               | JSTV               |
| Dänemark               | Hvem holder masken?                          | TV 2               |
| Deutschland            | The Masked Singer                            | ProSieben          |
| Estland                | Maskis laulja                                | TV3                |
| Finnland               | Masked Singer Suomi                          | MTV3               |
| Frankreich             | The Masked Singer (Le Chanteur Masqué)       | TF1                |
| Griechenland           | Masked Singer Greece                         | Skai TV            |
| Indonesien             | The Mask Singer Indonesia                    | GTV                |
| Italien                | Il cantante mascherato                       | Rai 1              |
| Kroatien               | Masked Singer                                | RTL                |
| Mexiko                 | Who is The Mask? (¿Quién es La Máscara?)     | Televisa           |
| Myanmar                | The Masked Singer Myanmar                    | MRTV Entertainment |
| Neuseeland             | The Masked Singer NZ                         | Three              |
| Niederlande            | The Masked Singer                            | RTL 4              |
| Norwegen               | Maskorama                                    | NRK                |
| Österreich             | The Masked Singer Austria                    | Puls 4             |
| Panama                 | ¿Quien es la Mascara?                        | TVN                |
| Peru                   | ¿Quien es la Mascara?                        | Latina             |
| Portugal               | A Máscara                                    | SIC                |
| Rumänien               | The Masked Singer Romania                    | Pro TV             |
| Russland               | Маска                                        | NTW                |
| Schweden               | Masked Singer Sverige                        | TV4                |
| Schweiz                | The Masked Singer Switzerland                | ProSieben Schweiz  |
| Slowakei               | Zlatá maska (Goldene Maske)                  | TV JOJ             |
| Spanien                | Mask Singer: Adivina quién canta             | Antena 3           |
| Südafrika              | The Masked Singer South Africa               | SABC 2             |
| Südkorea               | King of Mask Singer (Original)               | MBC                |
| Thailand               | The Mask Singer (เดอะแมสก์ซิงเกอร์ หน้ากากนักร้อง) | Workpoint TV       |
| Tschechien             | Zlatá Maska (Goldene Maske)                  | TV Prima           |
| Türkei                 | Maske Kimsin Sen? (Maske, wer bist Du?)      | FOX Türkiye        |
| Ungarn                 | Álarcos énekes                               | RTL Klub           |
| Uruguay                | ¿Quién es la Máscara?                        | Teledoce           |
| Vereinigtes Königreich | The Masked Singer                            | ITV                |
| Vereinigte Staaten     | The Masked Singer                            | Fox                |
| Vietnam                | Mask Star (Mặt nạ Ngôi Sao)                  | HTV7               |
| Arabische Welt         | MBC THE MASKED SINGER                        | MBC                |